# Sindicato dos Bancos do Estado do Rio de Janeiro
O Sindicato dos Bancos do Estado do Rio de Janeiro (SBERJ) é uma entidade representativa da classe patronal bancária. Fundado em 1934, desempenha papel no sistema bancário regional, abordando questões trabalhistas, judiciais, segurança bancária, entre outros assuntos.
Vinculado ao Ministério do Trabalho, o Sberj possui a personalidade jurídica para representar os bancos em assuntos coletivos, sendo um canal de articulação tanto para o Estado do Rio de Janeiro quanto para o Espírito Santo, apoiando o sistema bancário na região.
Em 1997, o Sberj começou a atuar em conjunto com a Associação de Bancos no Estado do Rio de Janeiro (Aberj), dado o processo de fusão administrativa, visando fornecer soluções abrangentes para as necessidades dos bancos.

## Anos iniciais
Fundado em 6 de novembro de 1934, sob o nome de Sindicato dos Bancos do Rio de Janeiro, o Sberj teve sua atuação marcada por alguns aspectos já em seus anos iniciais.

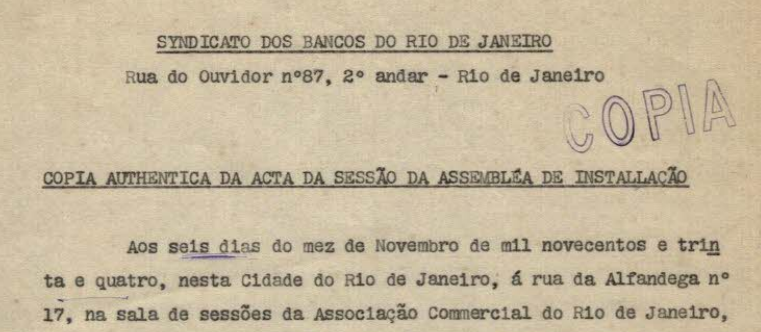
Trecho de Cópia Autêntica da Ata da Sessão da Assembléia de Instalação. Rio de Janeiro, 28 de novembro de 1934.

“Aos seis dias do mês de novembro de mil novecentos e trinta e quatro, nesta cidade do Rio de Janeiro, à rua da Alfândega nº 17, na sala de sessões da Associação Comercial do Rio de Janeiro [...]. O Sr. Presidente, com a palavra, mostra as vantagens resultantes para a classe com a sua organização de acordo com as leis vigentes e propõe [que] seja considerado instalado o Sindicato dos Bancos do Rio de Janeiro, obtendo a proposta unânima aprovação. Em seguida, submete a debates o projeto dos estatutos, sendo os mesmos discutidos e votados artifo por artigo, conforme em seguimento a esta ata se transcreve. De acordo com os estatutos, procedeu-se a eleição da primeira diretoria, cujo mandato terminará em seis de novembro de mil novecentos e trinta e seis [...].”
Em janeiro de 1936, foi realizada uma reunião com representantes dos bancários para a discussão de uma proposta de aumento salarial. O Sindicato apoiou a ideia, defendendo que o reajuste fosse realizado banco por banco, conforme as condições financeiras individuais de cada instituição, se configurando como uma abordagem pragmática para garantir que os funcionários bancários recebessem aumentos proporcionais.
“O Sindicato dos Bancos do Rio de Janeiro declara que, como resultado dos entendimentos havidos entre os seus diretores e os do Sindicato Brasileiro de Bancários e, na impossibilidade de se estabelecer um salário geral para todos os bancários, deliberou, auscultada a vontade dos bancos desta praça, como solução de emergência, sugerir que se proceda o aumento de vencimentos dos bancários, isoladamente, banco por banco, de acordo com as possibilidades de economia interna de cada um, atendendo-se quanto possível as necessidades e ao merecimento dos funcionários.”
Considerando o contexto internacional efervescente, que culminaria na Segunda Guerra Mundial, o Sindicato também se inseriu em negociações com representantes de outros países. Em maio de 1939, o Sindicato dos Bancos esteve envolvido em negociações internacionais com o General Franco, da Espanha. As conversas giraram em torno de um empréstimo de 22 milhões de libras esterlinas ao Brasil, destacando o Sindicato como interlocutor de acordos internacionais que poderiam impactar diretamente a economia nacional.

## Década de 1940
Em abril de 1941, o Sindicato dos Bancos se envolveu em um tema que atingia outros segmentos da classe comercial para além do setor bancário. Junto a outros sindicatos patronais, o Sindicato se posicionou em solidariedade a comerciantes e industriais que enfrentavam desapropriações de imóveis. Esse apoio foi formalizado através de um memorial entregue ao prefeito do Distrito Federal Henrique Dodsworth.Ainda em 1941, em outubro, houve a garantia pelo Sindicato dos Bancos do direito ao pagamento de horas extras para os bancários do Rio de Janeiro, tendo reforçado um comprimisso para a melhoria das relações laborais no setor bancário. 

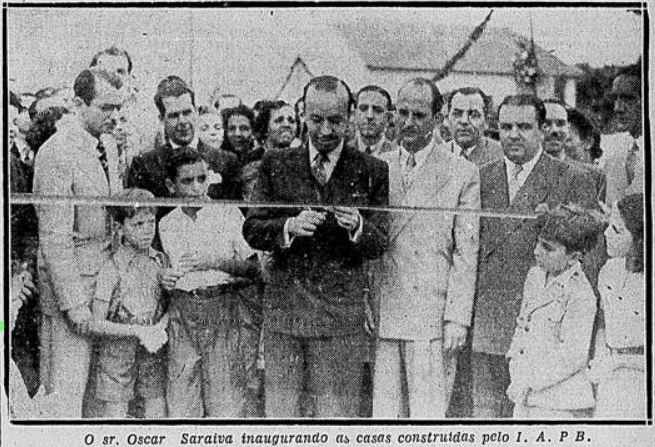
Registro fotográfico da solenidade de inauguração de dois grupos residenciais e lançamento da pedra fundamental de 281 casas para seus associados. Diário de Notícias. Rio de Janeiro, 21 de abril de 1942, 5977.

Na década de 1940, o Sindicato dos Bancos também passou a ter uma relação mais aproximada com o Instituto de Aposentadoria e Pensão dos Bancários (IAPB). Essa ligação foi intensificada em 1942, quando Vicente Eduardo Magalhães atuou simultaneamente como membro da diretoria das duas instituições. Ainda em 1942, o Sindicato marcou presença em uma solenidade do Instituto, que havia inaugurado dois grupos residenciais e lançado a pedra fundamental de 281 casas para seus associados.

Em agosto de 1942, a Associação Bancária do Rio de Janeiro e o Sindicato dos Bancos do Rio de Janeiro participaram de uma solenidade em homenagem a Gastão Vidigal, diretor da Carteira de Exportação e Importação do Brasil. Essa carteira, ligada ao Banco do Brasil, desempenhava papel no controle e regulação das operações de comércio exterior do país, especialmente durante a Segunda Guerra Mundial, quando as restrições de comércio e a necessidade de gestão cuidadosa dos recursos se intensificaram.

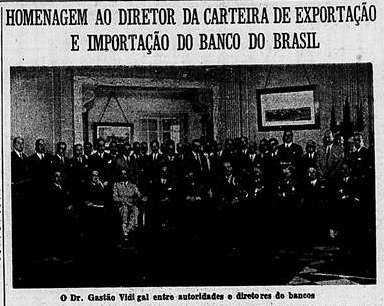
Homenagem ao diretor da carteira de comércio e importação do Brasil.Correio da Manhã. Rio de Janeiro, 7 de agosto de 1942

A Carteira de Exportação e Importação tinha como função principal facilitar e regular as transações internacionais, promovendo a exportação de produtos nacionais e controlando as importações para equilibrar as reservas cambiais do Brasil. Isso envolvia a concessão de crédito para exportadores, regulamentação de taxas de câmbio e supervisão de contratos comerciais, contribuindo diretamente para a balança comercial e a estabilidade econômica do país em um período de grande incerteza global. Durante a solenidade, Vicente Magalhães, Presidente do Sindicato, levantou o brinde de honra a Gastão Vidigal.

Ainda no contexto da Segunda Guerra Mundial, no ano de 1943 houve a liquidação de bancos pertencentes aos países do Eixo (Alemanha, Itália e Japão) no Brasil. O Sindicato dos Bancos desempenhou papel na criação da Comissão de Reemprego, que foi incumbida de cumprir o Decreto-Lei 5576, sendo responsável pela recolocação de funcionários desses bancos em outras instituições de crédito. A Comissão ainda contou com representantes do Sindicato dos Bancários do Rio de Janeiro, Caixas Econômicas Federais e do Ministério do Trabalho, que a presidiu.. 

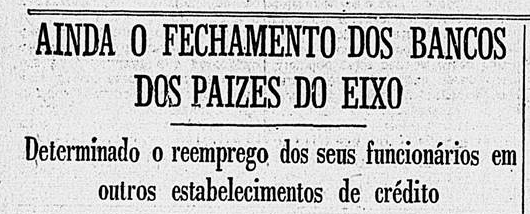
Fechamento dos bancos do Eixo. Correio da Manhã. Rio de Janeiro, 22 de junho de 1943, ed. 14911

Em setembro de 1945, foi firmado o acordo entre o Sindicato dos Bancos e o Sindicato dos Bancários, que garantiu o aumento de salários para os trabalhadores do setor. Esse acordo, além de assegurar o reajuste, também estabeleceu o compromisso dos bancos de manter as gratificações que tradicionalmente eram distribuídas aos seus empregados, independentemente do aumento salarial.  Durante as discussões finais da Comissão mista, estabelecida para discutir sobre o aumento dos bancários, houve uma grande concentração em frente à sede do Sindicato dos Bancos, para acompanhar os trabalhos e resultados das discussões.

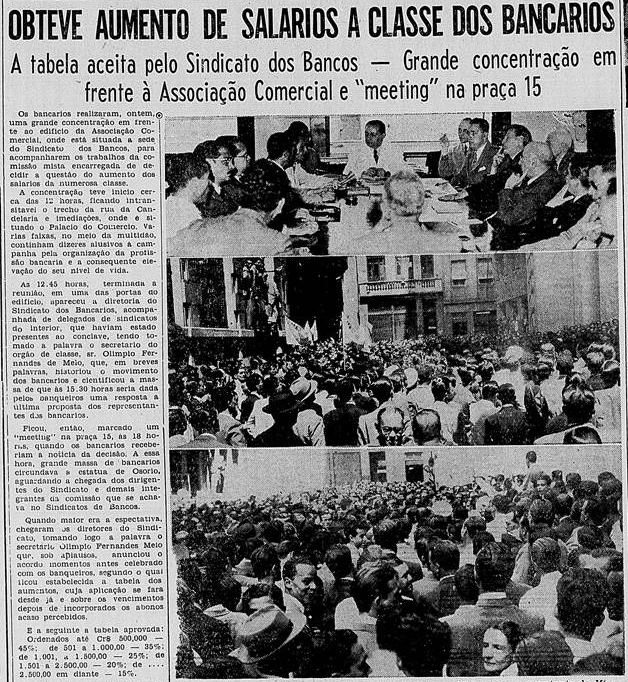
Diário de Notícias. Rio de Janeiro, 26 de setembro de 1945

## Década de 1950
Em 1951, o Sindicato participou de discussões referentes à proposta de aumento salarial de 20%, defendida pelos bancários. Quanto aos banqueiros, aguardavam a assembleia do sindicato para deliberar sobre a melhor decisão, considerando as opiniões diversas sobre o assunto entre os empregadores. Alguns defendiam a aprovação do aumento, outros sugeriam a majoração de 15% ou de 5%, e ainda havia a corrente que defendia que tal questão deveria ser julgada pela Justiça do Trabalho.
Em 1952, a recém-assinada Lei Municipal 746, de 26 de novembro do mesmo ano, foi considerada antidemocrática, tanto para o Sindicato dos Bancos, quanto para a Associação. Tal lei garantia o cancelamento de débitos em determinados casos pela anistia fiscal e, em contrapartida, o aumento de taxas e impostos sobre outras operações de compra e venda referentes à Bolsa de Valores e títulos públicos e privados.
Já em 1955, o SBERJ tomou uma firme posição contra o aumento das taxas de redesconto proposto pela SUMOC (precursora do Banco Central do Brasil). O Sindicato, representado por seu presidente Inar Dias Figueiredo, liderou uma campanha contrária à elevação das taxas, destacando um possível impacto negativo que isso teria no setor bancário e na economia nacional.

Manchete do periódico O Semanário sobre as acusações contra os banqueiros no VI Congresso Nacional de Bancários

 Em outubro de 1956, ocorreu o VI Congresso Nacional de Bancários, reunindo membros de federações e sindicatos de bancários de todo o Brasil. Na ocasião, o Plano Nacional de Reivindicações dos Bancários foi debatido para o ano seguinte, em um contexto de crescentes esforços entre bancários e banqueiros. Durante o evento, surgiram críticas contundentes dos trabalhadores bancários em relação aos banqueiros, acusando-os de má fé nas negociações. Segundo os bancários, os lucros dos bancos eram “gigantescos” e, portanto, os reajustes salariais exigidos não comprometeriam a estabilidade financeira dos estabelecimentos de crédito.
Os banqueiros, representados pelo Sindicato dos Bancos, responderam com cautela, alegando que as negociações salariais deveriam ser adiadas até que ocorresse uma estabilização do custo de vida, revelando um adiamento das demandas dos bancários. Essa posição, entretanto, foi percebida pelos trabalhadores como um desvio das responsabilidades dos banqueiros e uma falta de comprometimento com a situação difícil enfrentada pelos bancários, aumentando ainda mais o clima de instabilidade entre as partes. 
Em 1958, houve a participação de representantes do Sberj no Seminário de Desenvolvimento do Crédito Agrícola na América Latina, ocorrido no Panamá, em 1958. Já em 1959, houve a criação de uma comissão interna, composta também por membros do Sindicato dos Bancos, para a redação de um anteprojeto para definir os objetivos, nível e forma de trabalho de uma Comissão ou Conselho de Crédito Agrícola para o país, tendo sua necessidade sido manifestada ao governo mediante a necessidade de coordenar e sistematizar o crédito agrícola do país.

## Década de 1960
O I Congresso Nacional de Bancos, realizado entre 6 e 12 de novembro de 1960 no Hotel Copacabana Palace, no Rio de Janeiro, foi um evento de grande importância que discutiu temas estruturais do sistema bancário brasileiro. O congresso tinha como um de seus objetivos centrais a criação do Banco Central do Brasil, uma instituição há muito aguardada pelo setor para coordenar e assegurar maior estabilidade financeira ao país.

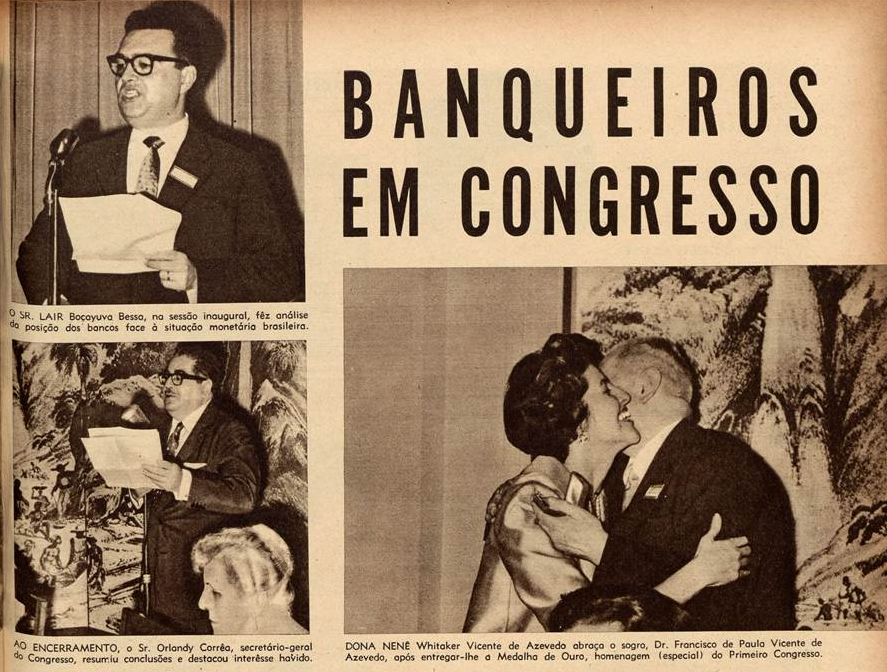
Recorte de publicação da Revista O Cruzeiro, edição 10, de novembro de 1960, que menciona as atividades do I Congresso Nacional de Bancos.

A proposta de criação do Banco Central foi um dos pontos mais debatidos, considerada vital para o fortalecimento da política monetária e o gerenciamento da liquidez nacional, especialmente diante do crescimento econômico e das complexidades financeiras da época. Até então, o Banco do Brasil acumulava essas funções, o que limitava sua autonomia e transparência no controle da moeda. Os participantes do congresso reforçaram a importância de que o Bacen fosse uma entidade independente, capaz de regulamentar o sistema bancário e assegurar que as políticas monetárias acompanhassem as necessidades econômicas do país.

Além dessa proposta estruturante, o congresso também deliberou sobre outras pautas, como a implementação de um sistema nacional de compensação de cheques pela Superintendência da Moeda e do Crédito (SUMOC) e a criação de agências do Banco Nacional de Desenvolvimento Econômico (BNDE) em regiões economicamente carentes. Decisões sobre a uniformização do uso do cheque visado, a emissão de cédulas de maior valor e mudanças no recolhimento de cotas previdenciárias também foram discutidas e aprovadas, visando modernizar e integrar o sistema financeiro brasileiro.

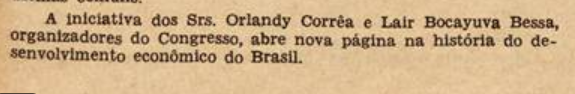
Trecho de coluna publicada na revista O Cruzeiro, em novembro de 1960, acerca do I Congresso Nacional de Bancos

O evento foi organizado por Orlandy Rubem Corrêa, presidente do Sindicato dos Bancos do Estado da Guanabara, e Lair Bocayuva Bessa, presidente da Associação homônima. Ambos reforçaram a importância da união do setor bancário em torno dessas pautas e destacaram o congresso como um momento de "recomposição do espírito de classe".
Dando continuidade ao evento inaugurado em 1960, no ano seguinte, em outubro de 1961, entre os dias 22 e 29, foi realizado o II Congresso Nacional dos Bancos em São Paulo, com patrocínio da ABEG e do SBEG.
Já em março de 1964, em meio à instabilidade política provocada pelo movimento militar que culminaria no golpe de Estado e na destituição de João Goulart, o SBEG adotou uma postura de comunicação com a população, buscando mitigar a insegurança financeira daquele momento. Com rumores sobre um possível congelamento de depósitos bancários e dúvidas acerca da continuidade dos serviços bancários, o SBERJ emitiu uma declaração assegurando que os bancos seguiriam operando normalmente. A medida buscava prevenir o pânico e manter a confiança no sistema bancário em um contexto de grande incerteza política e social.

## Década de 1970
Em janeiro de 1970, Theóphilo de Azeredo Santos, presidente do SBEG, manifestou preocupação com o número elevado de falências no estado, que naquele ano totalizava 305 casos, envolvendo exclusivamente empresas de pequeno e médio porte. Santos defendeu que essas empresas, devido à sua vulnerabilidade econômica, deveriam contar com leis especiais de proteção por parte do governo.
Também em janeiro de 1970, o Sindicato dos Bancos do Estado da Guanabara se pronunciou sobre a intenção do governo brasileiro de implementar um sistema de open market no país. Sérgio Andrade Carvalho, vice-presidente do sindicato, argumentou que a introdução gradual do open market deveria ser acompanhada pela redução do percentual de depósitos compulsórios. Segundo ele, o compulsório atuava mais como uma forma de imposto do que como uma medida monetária efetiva. O presidente do sindicato, Theóphilo de Azeredo Santos, reforçou essa visão, destacando que o sistema de compulsório, ao incidir sobre os depósitos bancários, transferia o custo para os mutuários, o que, em sua análise, aumentava a taxa de juros. Dessa forma, ele defendia que a implantação do open market poderia contribuir para a redução das taxas de juros ao aliviar o impacto do compulsório sobre o custo do crédito.

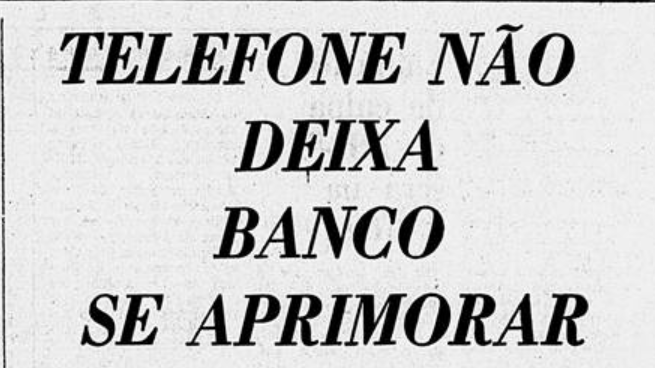
Manchete do periódico Correio da Manhã sobre os impactos da estrutura telefônica do país sobre as atividades bancárias.

Ainda em 1970, o Sindicato dos Bancos do Estado da Guanabara destacou que a falta de infraestrutura telefônica no estado era um dos principais entraves para o desenvolvimento do setor bancário. Segundo a entidade, essa deficiência dificultava a implantação do serviço de teleprocessamento, uma tecnologia avançada em eletrônica, que estava em expansão nos bancos da época. Como resposta, foi criado um grupo de trabalho envolvendo as principais empresas de telefonia — CTB, CONTEL e CETEL — com o objetivo de encontrar soluções para o problema de telecomunicações no Brasil, que, segundo o sindicato, mantinha o país com mais de 50 anos de atraso em comparação com outras regiões economicamente avançadas.
Em 1972, para comemorar a abertura dos portos brasileiros por D. João VI em 1808, foi realizada uma conferência no auditório da Associação Comercial do Rio de Janeiro com o tema "A importância da abertura dos portos como fator de desenvolvimento da economia brasileira". A conferência, conduzida por Theóphilo Santos, presidente do Sindicato, marcou a primeira parte da programação comemorativa.
Na transição de 1972 para 1973, um grupo de empresários da Guanabara articulou um movimento visando a reativação econômica do estado. A iniciativa seguia moldes semelhantes ao esforço realizado no final de 1970, quando representantes das classes produtoras elaboraram um documento com propostas de desenvolvimento e o entregaram ao então governador Negrão de Lima. Dada a relevância desse novo projeto, os empresários convidaram Theóphilo Santos para liderar a elaboração das diretrizes desse movimento, com o objetivo de fortalecer a economia local.
Durante o ano de 1974, o Sindicato dos Bancos do Estado da Guanabara engajou-se em diversas campanhas de apoio a iniciativas governamentais, conforme registrado no relatório de atividades do ano. Nesse período, o sindicato realizou oito campanhas com o objetivo de contribuir para o desenvolvimento socioeconômico e cultural do país. Entre as ações, destacaram-se: Auxílio às Pequenas Organizações Nordestinas, que buscava fortalecer instituições locais na região; o Programa Independência e Cultura, em colaboração com o Exército e o Conselho Estadual de Cultura; e a campanha de apoio ao Projeto Rondon, que mobilizava estudantes em ações de desenvolvimento comunitário pelo Brasil.
Em janeiro de 1976, a diretoria do Sindicato dos Bancos destacou que a questão da segurança bancária estava sob a responsabilidade da Secretaria de Segurança Pública, a quem cabia o controle e a regulamentação dos dispositivos de segurança nos bancos. Segundo a diretoria, essa responsabilidade estava "fora da alçada" do sindicato, indicando uma limitação em suas ações sobre o tema. Apesar de ser regulamentada pelos decretos nº 1034-69 e nº 1103-70, que exigiam medidas específicas de proteção, como a instalação de cabines de segurança nos estabelecimentos, haviam alguns desafios no quesito da segurança bancária. Conforme o Instituto de Resseguros do Brasil, as seguradoras não concediam indenização a bancos assaltados que não contavam com esses dispositivos de segurança, embora, na prática, houvessem exceções feitas a estabelecimentos que estavam no seguro, mesmo sem atender a essas exigências.
Ainda em 1976, em fevereiro, o Sberj promoveu uma reunião-almoço com a presença de Roberto Procópio Lima Neto, diretor do Banco Nacional de Desenvolvimento Econômico (BNDE). Na ocasião, foram apresentados esclarecimentos sobre o programa de repasses do BNDE, realizado por meio de suas subsidiárias criadas em 1974 com o objetivo de fortalecer empresas nacionais privadas.
Durante a reunião, Lima Neto enfatizou que essas subsidiárias não tinham a função de resgatar empresas em dificuldades financeiras ou à beira da falência. O propósito das operações era, segundo ele, oferecer apoio às "boas" empresas, ou seja, aquelas que apresentavam desempenho promissor e contribuíam para o fortalecimento econômico do país.

## Década de 1980
Em abril de 1985, Theóphilo Santos, presidente do Sindicato dos Bancos do Estado do Rio de Janeiro, fez uma declaração destacando a importância da união entre empresários, empregados e governo para alcançar os ideais delineados por Tancredo Neves, recentemente falecido, visando o avanço político, econômico e social do Brasil. Santos ressaltou uma das ideias centrais do ex-presidente, enfatizando que "a dívida social tem prioridade até mesmo sobre as dívidas interna e externa", o que reflete a urgência de atender às necessidades da população. 
Além disso, Theóphilo Santos enfatizou a necessidade de um processo político ágil, conduzido com lealdade e maturidade, características que, segundo ele, o povo brasileiro havia demonstrado amplamente naquele momento de transição para a democracia.
Em maio de 1985, o Conselho Monetário Nacional (CMN) estabeleceu novas medidas com o intuito de garantir liquidez para bancos em dificuldades, visando preservar a estabilidade do sistema bancário brasileiro. Essas medidas foram criadas para agilizar os mecanismos de assistência financeira e evitar impactos negativos no setor. Neste contexto, a diretoria do Sberj considerou essas ações positivas, enxergando nelas uma contribuição importante para a consolidação e fortalecimento do sistema bancário no país.
Já em dezembro de 1985, uma proposta do governo de transformar o Banco do Brasil em um conglomerado financeiro para competir com bancos comerciais privados gerou resistência significativa no setor bancário. Na ocasião, o Sberj manifestou oposição à medida, argumentando que ela entrava em conflito com a Constituição e com os princípios da Nova República, que priorizava a redução da intervenção estatal na economia. Em concordância à entidade patronal, o Sindicato dos Bancários também se posicionou contra a proposta, expressando preocupação de que a medida poderia favorecer o “oligopólio” dos bancos privados e enfraquecer o papel do Banco do Brasil.
Em meio à crise inflacionária do governo Sarney, o Sberj alertou para os impactos das altas taxas de juros sobre o setor produtivo. A entidade considerou que a inflação e as expectativas inflacionárias são os principais fatores para a elevação dessas taxas, defendendo que a solução para o problema residia em um programa eficaz de combate à inflação, alinhando-se à preocupação da Federação das Pequenas e Medias Empresas (Flumepe), que previa a falência de 800 mil pequenas empresas devido à crise econômica.
Em janeiro de 1989, o Brasil ainda enfrentava um cenário econômico turbulento, marcado por alta inflação, instabilidade financeira e a tentativa de estabilização do sistema financeiro. Nesse contexto, os bancos se viram pressionados a recomprar Certificados de Depósitos Bancários (CDBs), considerado excessivo nas carteiras de algumas corretoras, para evitar colapsos no setor e preservar a confiança do mercado.
Neste contexto, o Sindicato ofereceu esclarecimentos sobre essa prática, explicando que a recompra era realizada pelo preço de mercado e visava a evitar tanto a quebra de corretoras quanto a desmoralização dos CDBs, cuja estabilidade era fundamental para o sistema financeiro. Essa operação foi viabilizada pelo acesso dos bancos à linha de redesconto do Banco Central, mecanismo que garantia a liquidez necessária para sustentar essas transações e proteger o setor bancário em um momento de alta vulnerabilidade econômica.

## Década de 1990
Em fevereiro de 1990, o II Seminário de Atualização do Sistema Financeiro, promovido pela Associação de Bancos no Estado do Rio de Janeiro (Aberj), juntamente ao Sberj, abordou, entre outros temas, a situação da dívida externa brasileira. O evento destacou a importância da liberação das taxas de câmbio, desde que os mecanismos de controle do Banco Central sejam mantidos.
A proposta foi defendida pelo ex-presidente do Banco Central, Antônio Carlos Lemgruber, e pelo presidente da Comissão de Economia e Planejamento da Aberj, Istvan Karoly Kasznar. Segundo os especialistas, a liberação das taxas de câmbio poderia ser rompida naquele momento sem maiores dificuldades, desde que associada a uma supervisão adequada da autoridade monetária.
Em janeiro de 1993, em um almoço realizado no Clube de Seguradores e Banqueiros, o Sindicato dos Bancos promoveu um debate sobre a reformulação da Lei das Sociedades Anónimas. O evento contou com a presença do presidente da Comissão de Valores Mobiliários (CVM) e destacou a importância das mudanças regulatórias para o mercado financeiro e a governança corporativa no Brasil. A discussão enfatizou a necessidade de modernizar a transparência da legislação para acompanhar as evoluções do setor e garantir maior e segurança aos investidores.
Entre 1993 e 1994, o setor financeiro brasileiro viveu momentos decisivos em meio a mudanças econômicas e debates sobre regulação.
Em junho de 1993, empresários manifestaram apoio às medidas de corte de despesas e ajuste fiscal anunciadas pelo Ministro da Fazenda, Fernando Henrique Cardoso. Apesar das dúvidas sobre a aplicabilidade das medidas, o impacto psicológico foi tido como positivo, capaz de impulsionar a confiança na gestão pública. O Sindicato dos Bancos do Estado do Rio de Janeiro e a Comissão de Valores Mobiliários destacaram o otimismo com a iniciativa.
Em abril de 1994, o Superior Tribunal de Justiça (STJ) determinou que a Procuradoria da República e a Procuradoria de Justiça do Rio de Janeiro não violassem o sigilo bancário de pessoas físicas e jurídicas mencionadas em investigações sem a devida autorização judicial. A decisão gerou debate público, especialmente no contexto do combate à lavagem de dinheiro e à criminalidade financeira, com o caso envolvendo o banqueiro Castor de Andrade ganhando destaque. 
Diante desse cenário, o presidente do Sberj, Theóphilo de Azeredo Santos, foi chamado a esclarecer a legislação vigente. Santos destacou que não existia, à época, nenhuma lei que permitisse a quebra de sigilo bancário sem autorização judicial, ressaltando que as instituições financeiras estavam legalmente obrigadas a proteger as informações de seus clientes, salvo decisão judicial em contrário. 
Já em junho de 1994, o Plano Real era tema central no setor bancário. Durante o lançamento do Prêmio Febraban de Jornalismo Econômico, Theóphilo Santos afirmou que o plano não representava um "estelionato eleitoral", recebendo apoio de lideranças financeiras. A expectativa era de estabilidade econômica, com redução da procura de financiamentos. Airton Calçada, vice-presidente da Associação de Bancos no Estado do Rio de Janeiro, esclarece que os bancos estavam se adaptando a um novo cenário, deixando para trás práticas inflacionárias e passando a cobrar por novos serviços compatíveis com a realidade econômica.

## Diretoria

### Diretoria (2024)
- Presidente: Rodrigo Bruschi Scanavachi (Banco do Brasil)

- Vice-Presidente: Paulo Sérgio Cavalheiro (Banco Safra)

- Diretores Institucionais: Déborah D’Avila Pereira Campani Santana (Bradesco); Enrique José Zaragoza Duena (Banco Industrial do Brasil); Gerferson Rui Renker (Bradesco); José Amarildo Casagrande (Banestes)

- Conselho Fiscal: Oswaldo de Assis Filho (BTG Pactual); Pedro Aurélio Barata de Miranda Lins (Banco Guanabara); Wellington de Amorim Fernandes Junior (Itaú)

- Conselho Consultivo: Airton Soares Calçada (Ex-Presidente da Aberj); Diniz Ferreira Baptista (Ex-Vice Presidente da Aberj); Istvan Karoly Kaznar (Fundação Getúlio Vargas)[50]

### Primeira Diretoria (1934)
- Presidente: Oscar Guimarães Sant'Anna (Banco de Crédito Mercantil)

- Secretário: Charles Fraser Mackintosh (The British Bank of South America)

- Tesoureiro: Ruy Lowndes (The National City Bank of New York)

### Primeiros Bancos Associados (1934)[1]
- Banco de Crédito Mercantil
- Banco Boavista
- Casa Bancária Custódio de Almeida Magalhães & Cia.
- Banco Mineiro do Café
- The British Bank of South America, Limited
- Banco Regional
- Bank of London & South America, Limited
- Casa Bancária Monteiro de Castro & Cia.
- Casa Bancária Nacional de Crédito S.A.
- Banco Germânico da América do Sul
- Instituto Hipotecário e Financeiro S.A.
- Banco de Crédito Real de Minas Gerais
- Banco de Crédito Geral
- The Royal Bank of Canada
- Casa Bancária Siqueira Cavalcanti & Cia.
- Sociedade Anônima Martinelli (Casa Bancária)
- Casa Bancária Lyrio, Janot e Cia.
- Banco Francês e Italiano para a América do Sul
- Companhia Bancária Aurea Brasileira
- Banco Alemão Transatlântico
- Casa Bancária Gonçalves de Sá & Cia.
- Banco Espanhol do Brasil
- Banco do Brasil
- The National City Bank of New York
- Banco Econômico do Brasil
- Banco de Crédito Territorial
- Banco Português do Brasil
- Banco do Comércio
- Casa Bancária Ribeiro Junqueira, Irmão & Botelho

### Presidentes
| Nº | Nome | Imagem                                                                                             | Início do mandato | Fim do mandato |
| -- | --- | -------------------------------------------------------------------------------------------------- | ----------------- | -------------- |
| 1  | Oscar Guimarães Sant’Anna | Oscar Guimarães Sant'Anna                                                                          | 1934              | 1944           |
| 2  | Vicente Eduardo Magalhães | Vicente Eduardo Magalhães, presidente do Sindicato dos Bancos do Estado do Rio de Janeiro, SBERJ   | 1944              | 1947           |
| 3  | Raul Pinto de Carvalho | Raul Pinto de Carvalho, presidente do Sindicato dos Bancos do Estado do Rio de Janeiro, SBERJ      | 1947              | 1951           |
| 4  | Luiz Migliora | Luiz Migliora, presidente do Sindicato dos Bancos do Estado do Rio de Janeiro, SBERJ               | 1951              | 1954           |
| 5  | Inar Dias Figueiredo | Inar Dias Figueiredo, presidente do Sindicato dos Bancos do Estado do Rio de Janeiro, SBERJ        | 1954              | 1956           |
| 6  | Orlando Thomaso Gelio | Orlando Thomaso Gelio, presidente do Sindicato dos Bancos do Estado do Rio de Janeiro, SBERJ       | 1956              | 1958           |
| 7  | Francisco R. de Oliveira | Francisco R de Oliveira, presidente do Sindicato dos Bancos do Estado do Rio de Janeiro, SBERJ     | 1958              | 1959           |
| 8  | Orlandy Rubem Corrêa | Orlandy Rubem Corrêa, presidente do Sindicato dos Bancos do Estado do Rio de Janeiro, SBERJ        | 1960              | 1962           |
| 9  | Jorge Oscar de Mello Flores | Jorge Oscar de Mello Flores, presidente do Sindicato dos Bancos do Estado do Rio de Janeiro, SBERJ | 1962              | 1968           |
| 10 | Theophilo de Azeredo Santos | | 1968              | 1996           |
| 11 | Airton Soares Calçada | | 1996              | 1997           |
| 12 | Gonçalo Cristóvam Meirelles de Araújo Dias | | 1997              | 1998           |
| 13 | Walber José Chavantes | | 1998              | 2003           |
| 14 | Tácito Naves Sanglard | | 2003              | 2004           |
| 15 | Carlos Alberto Vieira | | 2004              | 2007           |
| 16 | Sérgio Murray Gonçalves | | 2007              | 2009           |
| 17 | Carlos Alberto Vieira | | 2009              | 2023           |
| 18 | Rodrigo Bruschi Scanavachi Possui 18 anos de experiência no Banco do Brasil, atuando em cargos executivos do Conglomerado desde 2016. Durante seu mandato, desempenhou o cargo de Superintendente Nacional de Operações do Banco do Brasil. Formado em Jornalismo e Administração, Pós-graduado em Desenvolvimento Sustentável e Gestão de Políticas Públicas. Especialista em Digital Business pela USP e com formação para Conselheiros de Administração pelo IBGC. | | 2023              | 2025           |
| 19 | Leonardo Duarte (Banco Guanabara S/A) Atual Diretor de Operações Estruturadas do Banco Guanabara S/A, acumula duas décadas de experiência no setor financeiro, com trajetória em operações estruturadas, corporate banking, mercado de capitais e consultoria financeira.Economista formado pela Universidade Federal Fluminense (UFF), com MBA em Finanças pelo IBMEC.                                                                                               | | 2025              | Presente       |